# Badu, Zhejiang
Badu (kinesiska: 八都, 八都镇) är en köping i Kina. Den ligger i provinsen Zhejiang, i den östra delen av landet, omkring 280 kilometer sydväst om provinshuvudstaden Hangzhou. Antalet invånare är 19 877. Befolkningen består av 9 669 kvinnor och 10 208 män. Barn under 15 år utgör 18,0 %, vuxna 15-64 år 68 %, och äldre över 65 år 12,0 %.
Runt Badu är det ganska tätbefolkat, med 80 invånare per kvadratkilometer. Badu är det största samhället i trakten. I omgivningarna runt Badu växer i huvudsak blandskog.
Genomsnittlig årsnederbörd är 2 442 millimeter. Den regnigaste månaden är juni, med i genomsnitt 445 mm nederbörd, och den torraste är oktober, med 37 mm nederbörd.